# Csentericz Zoltán
Csentericz Zoltán (Budapest, 1978. december 12. – Budapest, 2020. június 23.) díjugrató lovas, lovastorna edző, nemzetközi steward, lovarda vezető, lókiképző, belovagló, galopp versenyló tulajdonos, a magyar lovastársadalom kiemelkedő alakja.

## Lovas pályafutása
Már óvodás éveit a II. kerületi Pasaréti Honvéd Lovardában töltötte, majd lovagolt Széplaki Pál kezei alatt. Nagyon céltudatos és kitartó gyerek volt, a lovakat mindennél jobban szerette.
Németországban élő édesapja révén több évet Kölnben töltött, a német Montessory-Gymnasiumban tanult, ám a lovakkal való munkája itt is végigkísérte tanulmányait.
Hazatérve a Táncsics Mihály Gimnázium angol-spanyol tagozatán végzett, majd rá két évre lovasedzői képesítést szerzett. Ezután jogi tanulmányokat folytatott az ELTE-n, majd a Semmelweis Egyetemen sportszervezőként és managerként diplomázott. Ekkor már kiképzőistállót vezetett, belovaglóként és edzőként tevékenykedett Mendén, majd lovardavezető lett Ladánybenén. Húszas évei végén az üllői SZIE tangazdaság belovaglója volt, és már díjugrató versenyzőként tartották számon.
Harminckét évesen lett a Pasaréti Honvéd Lovarda gazdasági vezetője és ügyvezetője.
2010-től a Kincsem Park lóversenyein rendszeres vendég lett, majd Tabu nevű lovával tulajdonosként is részt vett a futtatás világában.
A Pasaréti Honvéd LSE színeiben több, mint 10 évig segítette a lovastorna szakág munkáját, hazai és nemzetközi versenyeken egyaránt. Nevéhez köthető Cosmos CSI nevű lova, akivel a 2014-es kaposvári Junior Európa-bajnokságon indult.
Felsőfokon beszélt németül, angolul és spanyolul. 2013-ban ő fordította magyarra Sommermeier - A helyes ülés, 2014-ben Jörg Kreutzmann - Díjugratás c. könyvét.
2015-től hivatalos FEI stewardként számos nemzeti, valamint nemzetközi díjugrató és fogathajtó világversenyen szerepelt többek között Belgiumban, Luxemburgban, Olaszországban és Spanyolországban, Egyes- és Kettesfogathajtó Világbajnokságon. Segítette Jármy Vince olimpikon felkészülését, lovagolta JB Koronaőrt.
2019-től haláláig saját tanyáján, Üllőn képzett lovakat élettársával.

## Honvédos tevékenysége
Kezdetben a Hidász utcai lovardában a volt 1956-os olimpikon, Somlay Lajos díjugrató fia, Somlay Tamás (25-szörös magyar díjugrató válogatott, egyéni bajnok, 15-szörös csapatbajnok) ügyvezetőt segítette, majd 35 évesen, létesítményvezetői megbízatását elfogadva az utódjává lépett. Kapcsolatuk mindvégig a lehető legjobb maradt, Somlay Tamás nyugodtan adta át Zolinak a lovardát, jó kezekben tudva azt.
Vezetése alatt a II. Kerületi Önkormányzattal remek kapcsolatot alakított ki, így a lovarda költséges fenntartását és infrastrukturális fejlesztéseit az ő támogatásukkal sikerült megoldania. Bevezette a lovardába a Kincsem Nemzeti Lovas Programot, melynek keretében minden általános iskolás fél-egyéves lovasoktatásban vehetett részt. Jó partnerségi kapcsolatban állt a Nemzeti Lovas Színházzal és annak vezetőjével, Pintér Tibor színművésszel, akik a Zoli által szervezett, hagyományos Nyílt Napokon közkedvelt fellépőkké váltak. Vezetése alatt a Pasaréti Honvéd Lovas Egylet díjugrató, lovastorna és távlovagló szakosztályai is eredményesen működtek.

## Halála
2020. június 23-án reggel a saját tanyáján belázasodott, élettársa hívott mentőt. A mentőautó még a kórházba érés előtt karambolozott. Aznap 20 órakor hunyt el vérmérgezésben, melyhez hozzájárult autoimmun betegsége (sclerosis multiplex).
Zoli a magánéletben könnyen lelkesedő, aktív, végtelenül pozitív kisugárzású, motiváló személyiséggel bírt, könnyen kötött barátságokat, sokan szerették őt. Művelt, tanult, négy nyelvet beszélő, nagy tudású sportemberhez méltóan, a lovassporthoz végtelen alázattal és küzdeni akarással fordult még halála napjakor is.
Halálának híre mélyen lesújtotta a lovastársadalmat.
A Pasaréti Honvéd Lovarda feketébe öltözött. A Kincsem Parkban róla elnevezett futamon, a Csentericz Zoltán Emlékversenyen emlékeztek meg róla. A II. kerületi Budai Polgár Benedek Tiborral együtt búcsúztatta őt.